# Kaliganj Upazila, Jhenaidah
Kaliganj Upazila är ett underdistrikt i Bangladesh. Det ligger i den centrala delen av landet, 130 km väster om huvudstaden Dhaka.
Trakten runt Kaliganj Upazila består till största delen av jordbruksmark. Runt Kaliganj Upazila är det mycket tätbefolkat, med 1 095 invånare per kvadratkilometer.